# Acadèmia Imperial de les Arts

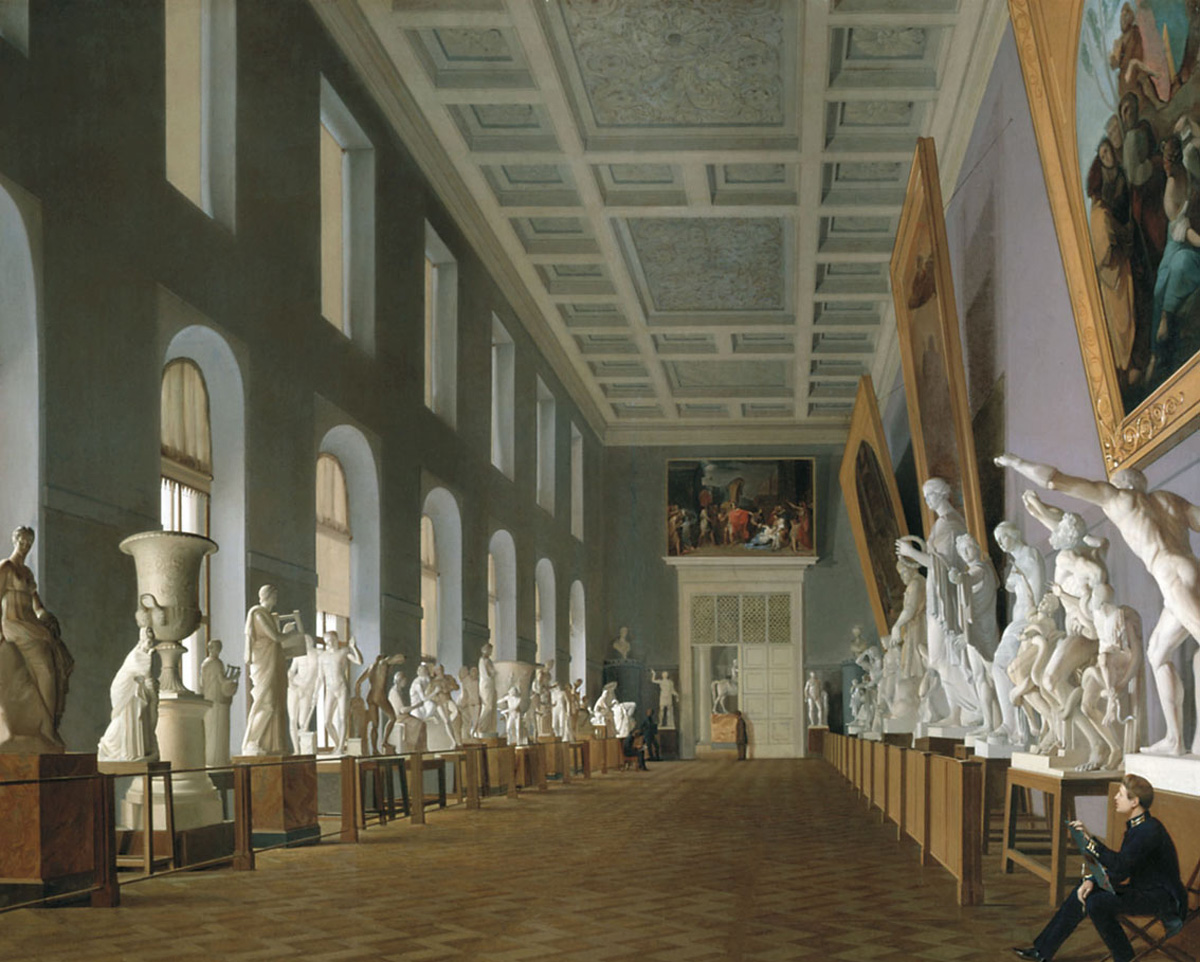
Segona galeria antiga de l'acadèmia d'arts, 1836.

L'Acadèmia Imperial de les Arts, rus: Императорская Академия художеств Imperàtorskaia Akadémia khudójestv), popularment coneguda com a Acadèmia d'arts de Sant Petersburg, va ser fundada pel comte Ivan Xuvàlov amb el nom d'Acadèmia de les tres arts més nobles l'any 1757.
L'acadèmia es trobava al Palau Xuvàlov, que es troba al carrer Sadovaia, fins que l'any 1764 Catalina la Gran la reanomenà com Acadèmia Imperial de les Arts i comissionà al seu primer rector, Aleksandr Kokorínov per elegir una nova seu per a la institució. Foren necessaris 25 anys per construir l'edifici neoclàssic que hi ha davant del Palau d'Hivern, a la riba oposada del riu Nevà. De la sumptuosa decoració de les seues estances se n'encarregà Konstantín Ton. També dissenyà un moll amb grifs i esfinxs de 3000 anys d'antiguitat que haurien de ser portats des d'Egipte.
Ivan Betskoi reorganitzà l'Acadèmia de forma que passà a ser de facto un gabinet governamental amb el qual poder regular la creació artística a l'Imperi Rus. L'Acadèmia impulsà amb força els principis del neoclassicisme enviant a l'Europa Occidental als seus alumnes més avançats perquè s'instruïssin en l'estil de l'art clàssic i renaixentista d'Itàlia i de França. L'acadèmia també disposava de la seua pròpia col·lecció d'obres d'art per al seu estudi i còpia.

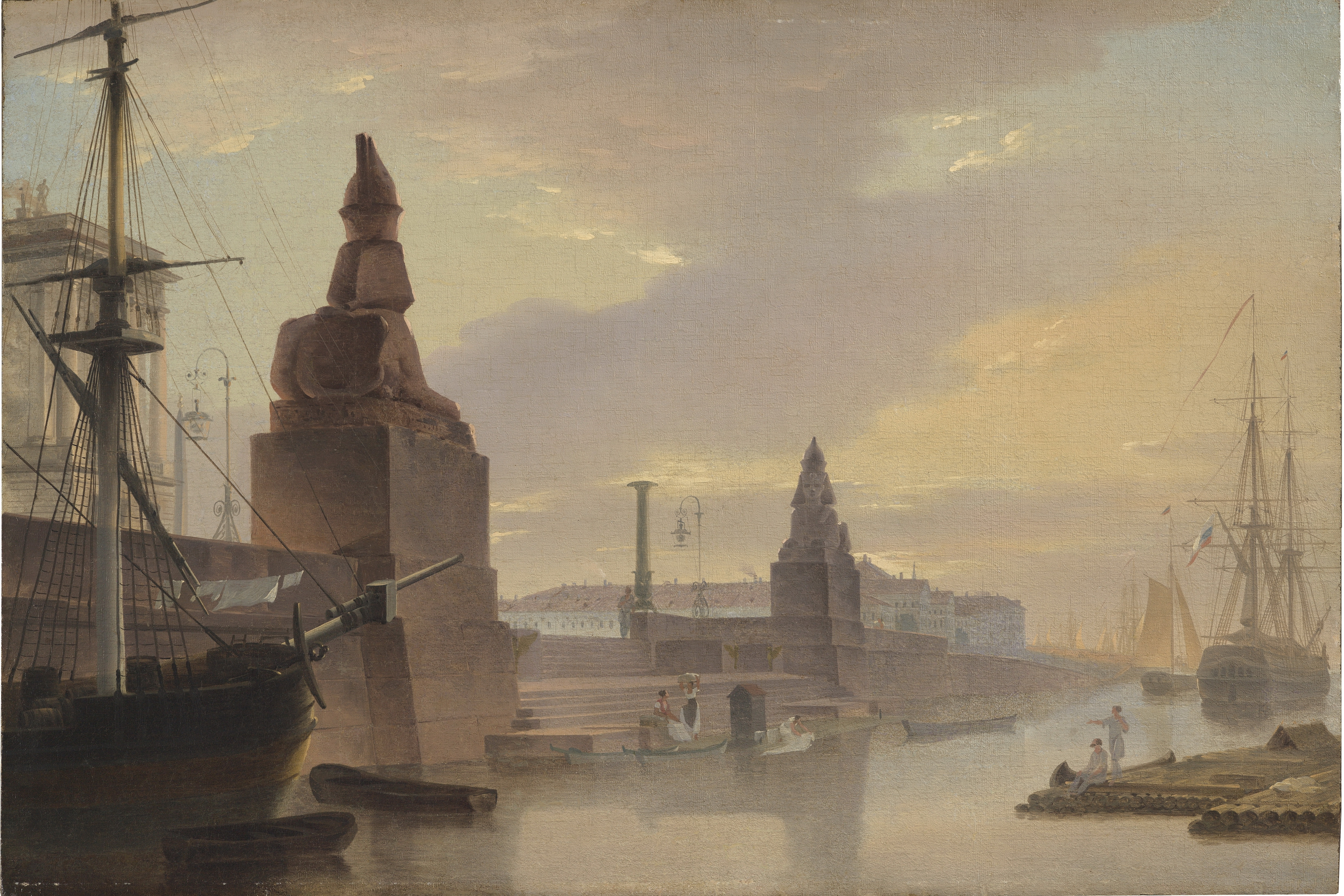
Les esfinxs i grifs al moll (1835).

A mitjans del segle xix l'academicisme del personal docent, fortament influït per les doctrines de Dominique Ingres, foguèt desafiat per una generació més jove d'artistes russos que reivindicaven la seua llibertat per pintar temes realistes. Este moviment, conegut com a Peredvíjniki, en català Els (Pintors) Itinerants, amb Ivan Kramskoi com a líder, formalitzà públicament la seua ruptura amb l'Acadèmia en organitzar les seues pròpies exposicions de forma independent, cosa que feren a través de Rússia, de ciutat en ciutat. Així i tot, Ilià Repin, Mikhaïl Vrubel i alguns altres membres d'este grup seguiren considerant que la formació de l'acadèmia era la base indispensable per al desenvolupament de les capacitats artístiques.
Després de la Revolució russa de 1917 l'Acadèmia sofrí una sèrie de transformacions. Passà a anomenar-se Acadèmia Russa de les Arts l'any 1933, llavors Acadèmia de les Arts de l'URSS l'any 1947, i finalment de nou Acadèmia Russa de les Arts l'any 1991. La seu de l'Acadèmia és a Moscou des de 1947. Ara l'històric edifici del Palau Xuvàlov alberga la universitat amb el llarg nom d'Institut acadèmic de Sant Petersburg de pintura, escultura i arquitectura Ilià Repin, però eencara avui se sol dir Acadèmia de les Arts de Sant Petersburg.